# مشهدی‌لر، جلیل‌آباد
مشهدی‌لر (به ترکی آذربایجانی: Məşədilər) یک منطقه مسکونی در جمهوری آذربایجان است که در شهرستان جلیل‌آباد واقع شده است. مشهدی‌لر ۴۵۳ نفر جمعیت دارد.